# Damalisque à front blanc
Pour les articles homonymes, voir Bontebok.
Damaliscus pygargus
Espèce
Statut de conservation UICN

 LC  : Préoccupation mineure
Statut CITES
La Damalisque à front blanc (Damaliscus pygargus) est une espèce d'antilopes de la famille des bovidés, endémique d'Afrique du Sud. Elle compte deux sous-espèces, considérées par certains auteurs comme des espèces distinctes : le Bontebok (Damaliscus pygargus pygargus)  et le Blesbok (Damaliscus pygargus phillipsi).

## Caractéristique
Ils forment des petits troupeaux composés de 7 à 8 femelles et d'un mâle adulte, mais peut aussi former des groupes mixtes comptant jusqu'à 70 animaux. Cette antilope est sensible à la chaleur, par temps chaud il est possible d'observer chez elle un comportement très spécifique, tête tournée vers le soleil et gardant le mufle au ras du sol. On ignore alors s'ils sont assoupis mais de temps en temps, l'un d'entre eux fait un mouvement brusque de la tête, donne quelques coups de pattes, fait un petit tour sur lui-même puis reprend sa place tête baissée au sein du groupe. Les mâles solitaires semblent endormis dans la même attitude et peuvent alors être approchés de très près.
La robe du Blesbok est de couleur marron à marron clair, les cuisses, les flancs, le fessier, le ventre et les jambes sont blancs. La tête est allongée, un cercle blanc entre les cornes, une large bande blanche sur tout le front de l'animal, et à l'extrémité du nez, les oreilles sont longues et légèrement plus claires que la robe.
Le corps du Blesbok fait une longueur entre 1,4 et 1,6 m et a une hauteur au garrot de 85 à 100 cm. Les mâles pèsent entre 65 et 80 kg, les femelles entre 55 et 70 kg (femelles). Les cornes ont une forme de « S » et ont une envergure de 35 à 50 cm. Elles sont plus courtes et plus fines chez la femelle.
Malgré sa taille, il s'agit d'une antilope puissante relativement agressive (en captivité), qui n’hésite pas à charger, si elle se sent menacée.
Il est endurant et peut se contenter de nourriture maigre, ainsi que de se passer d'eau pendant plusieurs jours, néanmoins, il boit et mange quotidiennement lorsque cela lui est possible.
Avant de faire une course, ils hochent fortement la tête, ce qui serait un signal pour prévenir les autres membres du groupe et de s'encourager.

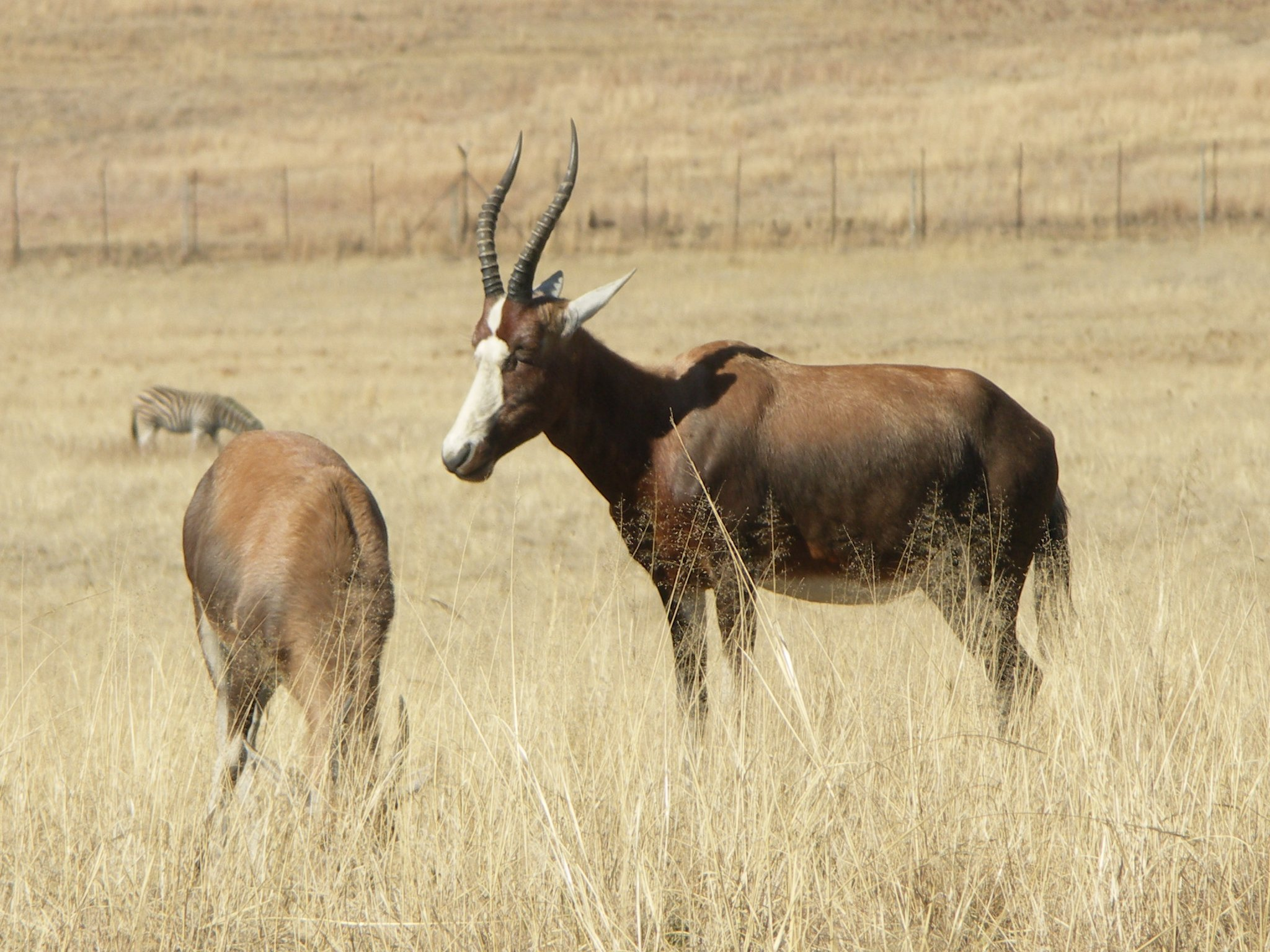
Blesboks au lion parc à Johannesburg
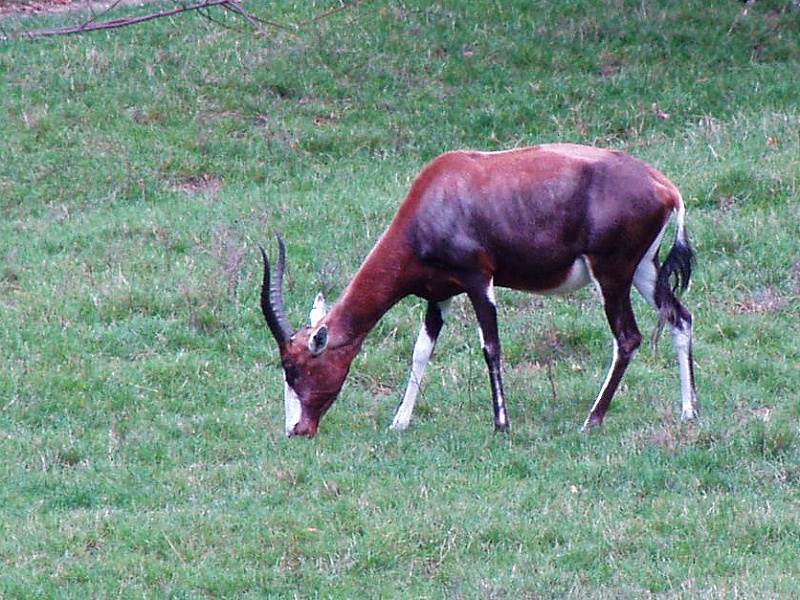
Damalisque à front blanc au zoo de Prague
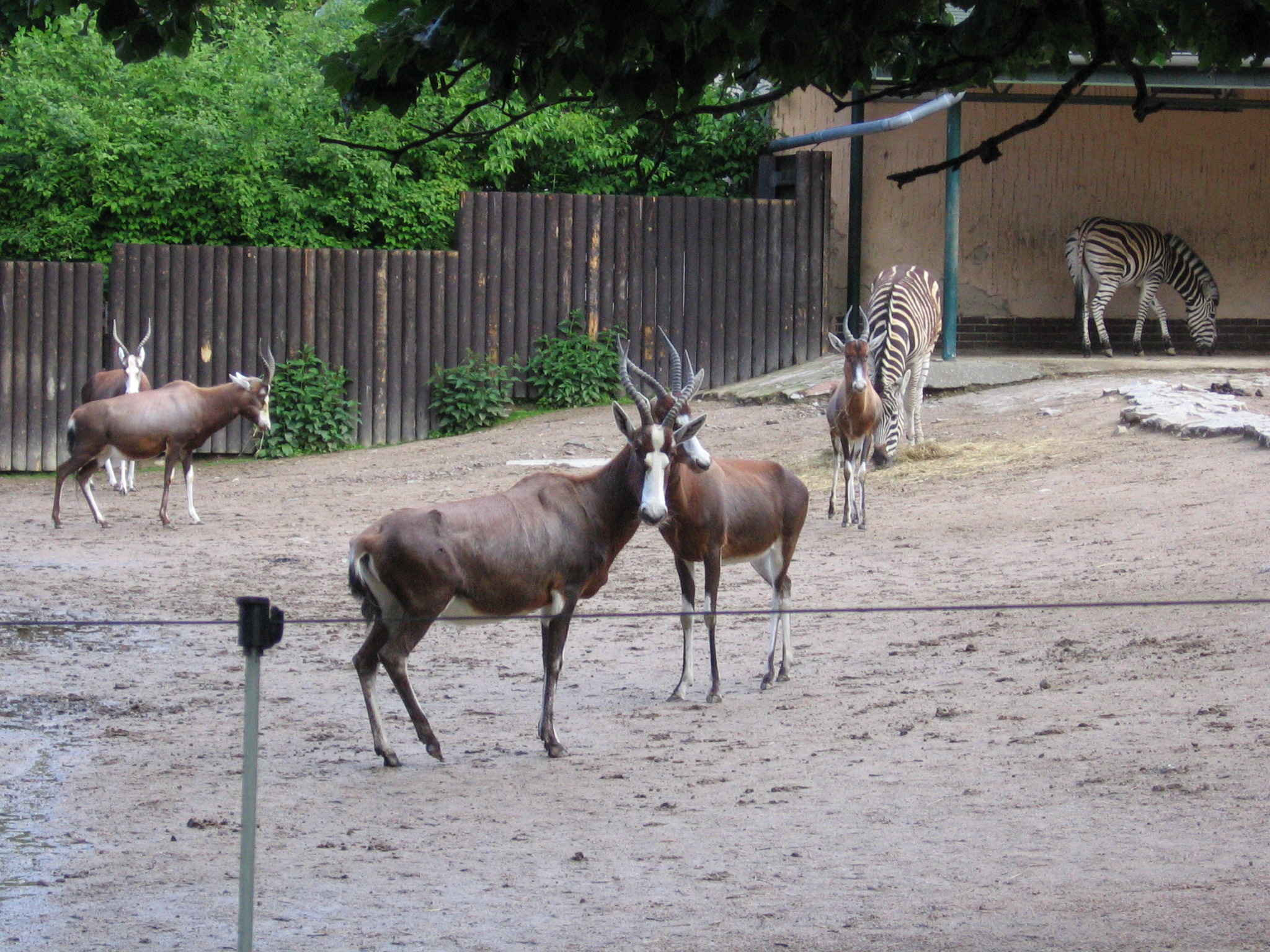
Blesboks et zèbres dans un zoo en République tchèque

## Reproduction
Les mâles possèdent de petits territoires de 1 à 2,5 hectares. Le rut a lieu de mars à mai, les naissances atteignent un niveau maximal pendant novembre et décembre après une période de gestation d'environ 240 jours (8 mois). Elles donnent naissance à un unique petit, et une seule portée par an. Le jeune est capable de se lever quelques minutes après la mise bas pour téter. Espèce nidifuge, il ne restera pas caché et suivra sa mère au bout de 15 à 20 minutes. Les jeunes ont un pelage couleur « herbe sèche », et sont très difficiles à apercevoir lorsqu'ils sont couchés dans l'herbe, c'est un exemple d'homochromie pour passer inaperçu quand on ne peut pas encore courir aussi vite que les adultes.

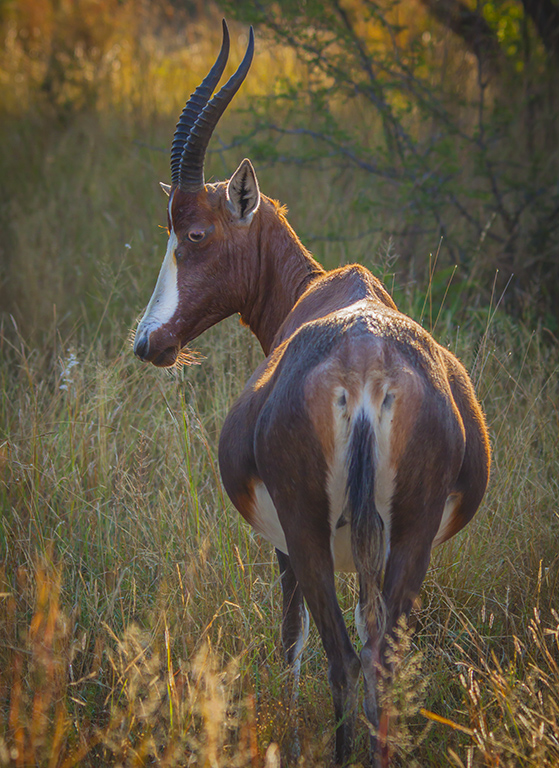
Femelle gestante (Afrique du Sud)
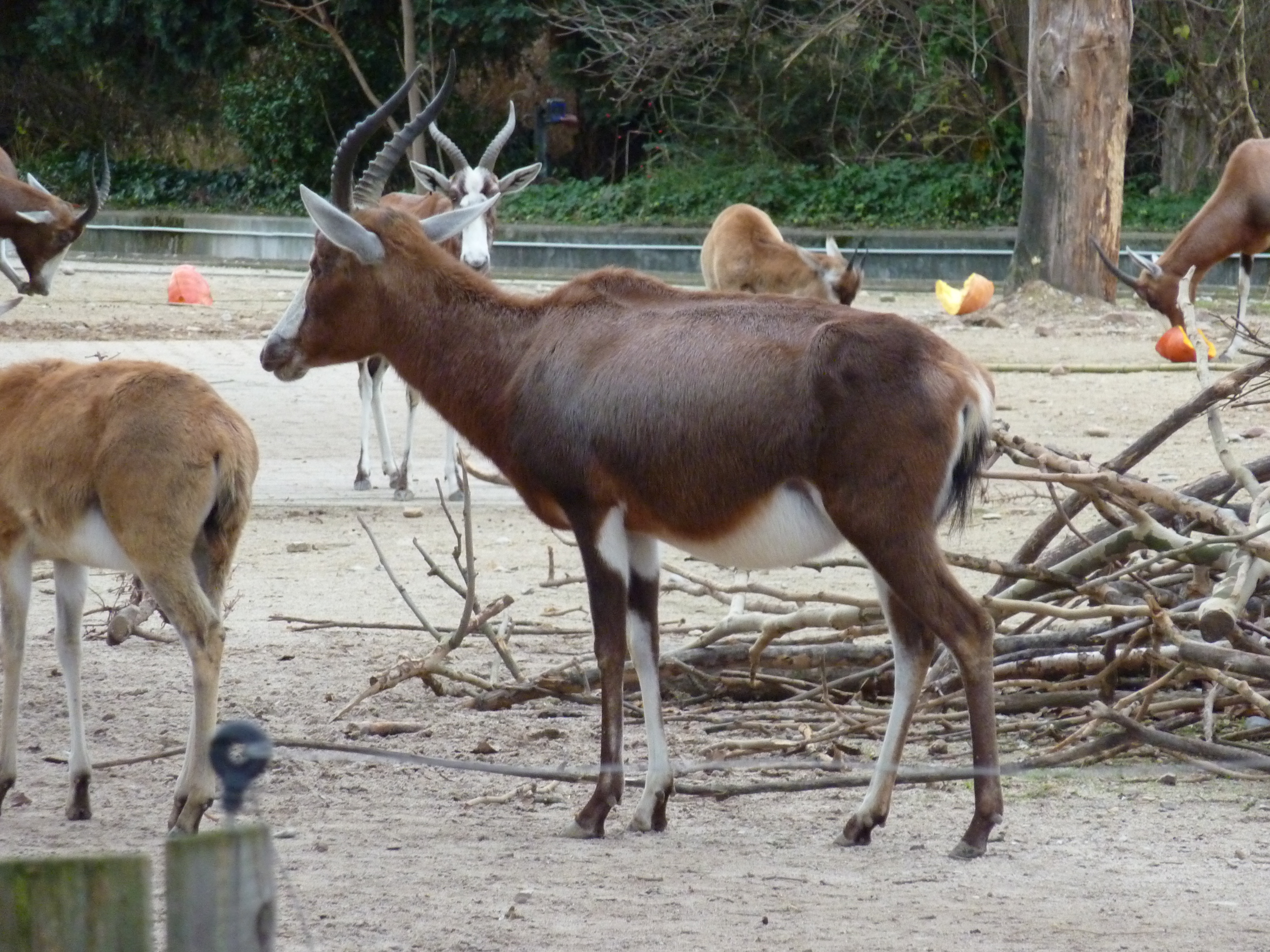
Femelles et jeunes au zoo
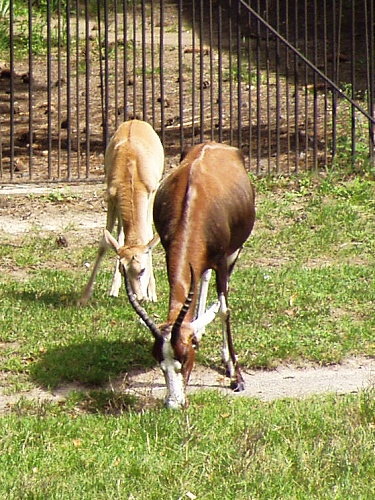
Femelle et jeune au zoo de Prague
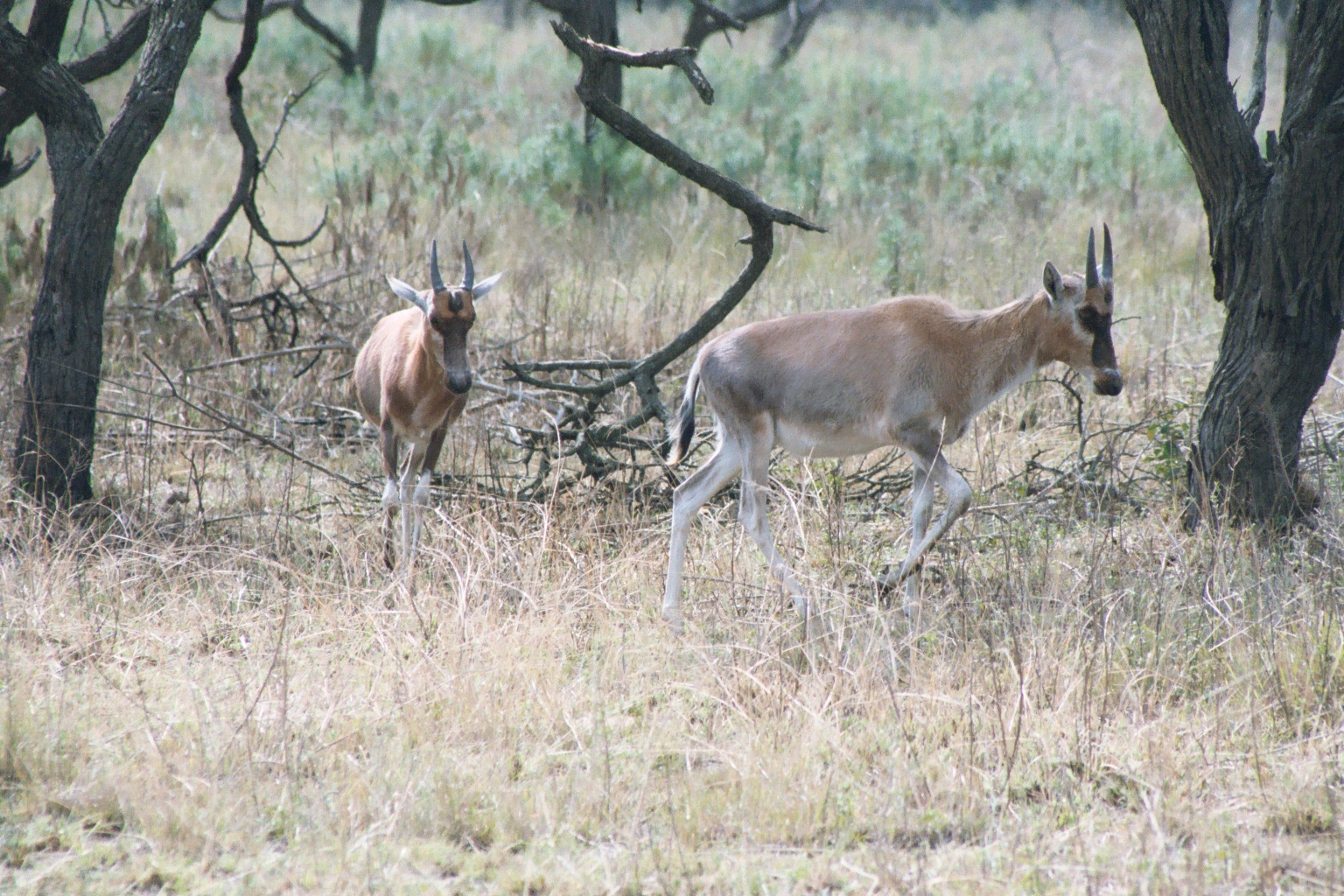
Jeunes blesboks

## Localisation
Le Blesbok est indigène en Afrique du Sud et on le trouve en grands nombres dans tous les parcs nationaux avec des prairies ouvertes, du Transvaal Highveld, par le Free State, comme au Cap-Oriental, marginalement dans le KwaZulu-Natal le long des portées supérieures de la rivière Tugela et dans le Lesotho, à l'ouest des montagnes Maluti. Les blesboks ont une population stable à croissante, puisqu'elle est estimée à 240 000 individus. Cependant, 97 % d'entre eux vivent dans des réserves privées, et seulement 3 % dans les parcs nationaux. Ils sont également commun en parc zoologique, dans le cadre d'une plaine africaine.

## Régime alimentaire
Ruminant, herbivore, elle se nourrit d'herbes et de jeunes pousses.

## Habitat
Savane d'Afrique du Sud, près d'un point d'eau.

## Prédateurs
Guépards, lions, léopards, lycaons, hyènes, et les aigles peuvent s'attaquer aux jeunes. L'homme le chasse pour son trophée, sa peau et sa chair. Un blesbok adulte et en bonne condition physique a peu de prédateurs en réalité, il peut tout à fait se défendre contre un guépard ou une hyène solitaire par exemple. De plus, très craintive et en perpétuelle alerte, cette antilope compte surtout sur ses sens et sa rapidité pour fuir en cas de danger. Elle peut courir à 70 km/h sur un sprint sur de courtes distances pour échapper à ses prédateurs. Il peut aussi courir moins vite; 40 km/h en vitesse d'endurance pendant plusieurs kilomètres, c'est un coureur rapide et endurant. Cependant, contrairement à beaucoup d'autres antilopes, le damalisque à front blanc n'est pas un bon sauteur, une clôture de 135 cm de hauteur est assez grande pour retenir tout un troupeau. Par contre, il est expert pour ramper sous les clôtures.

## Longévité
Il peut vivre 17 ans et jusqu'à 23 ans en captivité.[réf. nécessaire]

## Sous-espèces
Il existe deux sous-espèces référencées :
- Damaliscus pygargus pygargus (Palas, 1767) − appelé bontebok
- Damaliscus pygargus phillipsi (Harper, 1939) − appelé blesbok

### Le Bontebok

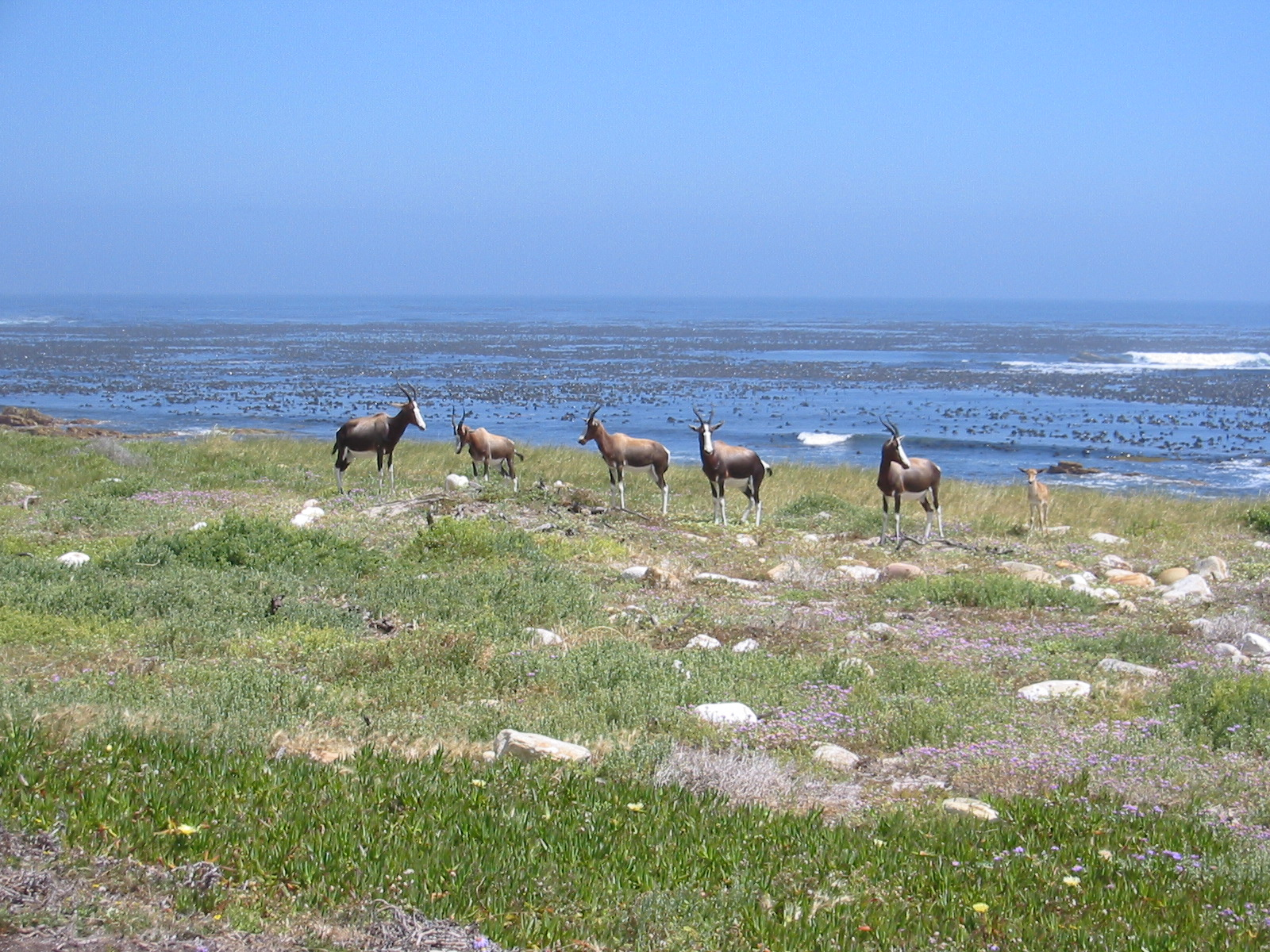
habitat des Bonteboks

Le Bontebok (Damaliscus pygargus pygargus) est la première sous-espèce découverte, bien avant le blesbok. Les deux ont certaines similitudes, (taille, comportement, nourriture…), mais aussi des différences.
Le bontebok a un pelage plus contrastée, d'un brun foncé avec des reflets roux sur certains individus, et les zones blanches (cuisses, flancs, fessier, ventre et jambes) sont encore plus voyantes que chez le Blesbok.
Il devient de plus en plus rare et ne survit que dans des zones protégées. Il semble plus fragile que le blesbok et vit dans un environnement naturel et a une niche bien définie qui se limite aux plaines côtières du Cap Fynbos. Il a été séparé des blesboks, il y a des milliers années quand le désert du Karoo s'est développé. Contrairement aux blesboks, ils étaient incapables de traverser ce désert et ont été isolés dans le Fynbos et au Renosterveld.
Le Bontebok n'a jamais été très abondant en Afrique australe. Depuis les débuts de la colonisation, les hommes l'ont intensivement chassé, aussi n'en reste-t-il plus que quelques troupeaux vivant en semi-captivité dans des domaines privés. Ses effectifs s'accroissent assez régulièrement, bien que trop lentement, il est considéré comme une espèce rare.
Sa population est estimée à 3 500 individus, en comptant les différentes réserves naturelles et privées. 1 000 individus vivant dans le parc national des Bonteboks, dans la province du Cap en Afrique du Sud, d'autres grandes populations vivent dans les réserves de Hoop Nature Reserve et Overberg Test Range avec environ 700 animaux.
Où il vit, il n'y a pas de gros prédateurs, la seule menace pour les jeunes est, peut-être, la présence de chacals. Il vit en petit groupe ou en troupeau mixte comptant jusqu'à 40 individus maximum. Les bonteboks mâles ont des territoires de 10 à 40 hectares.

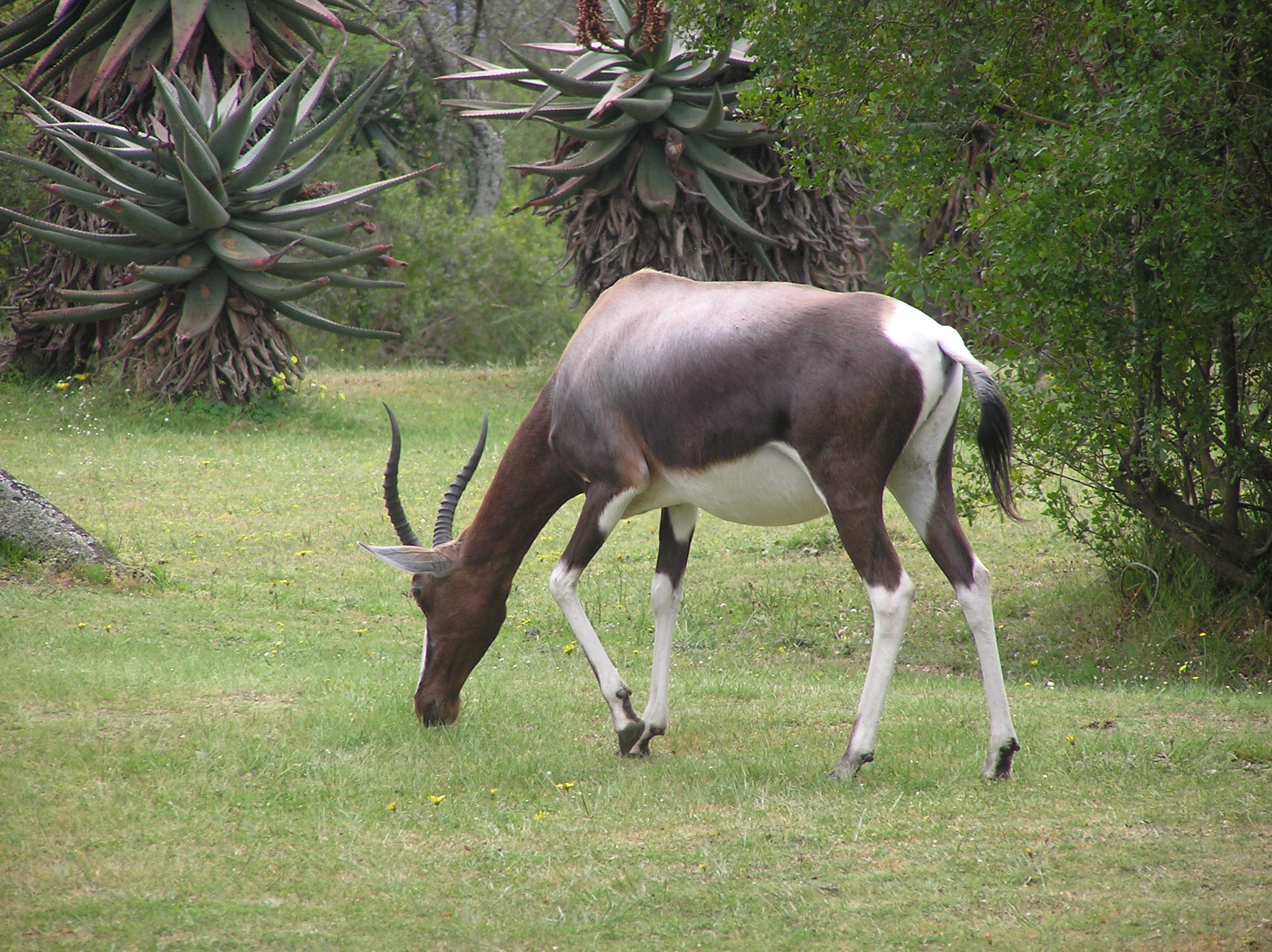
Bontebok (femelle en gestation)
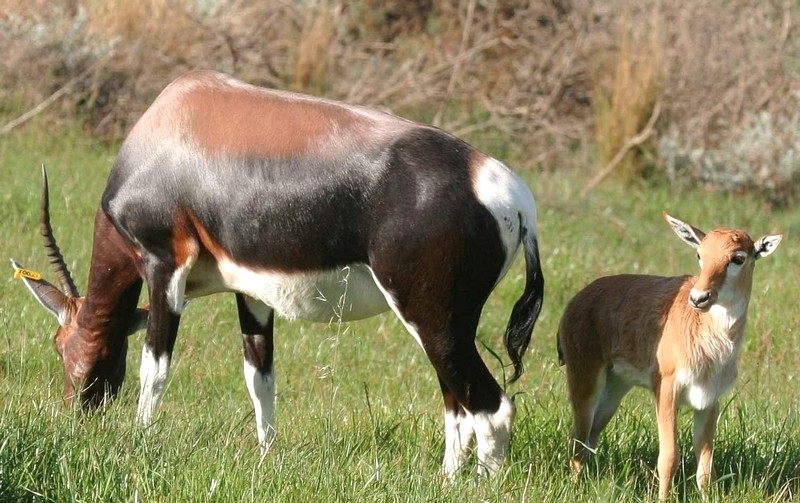
Bonteboks (femelle et jeune)
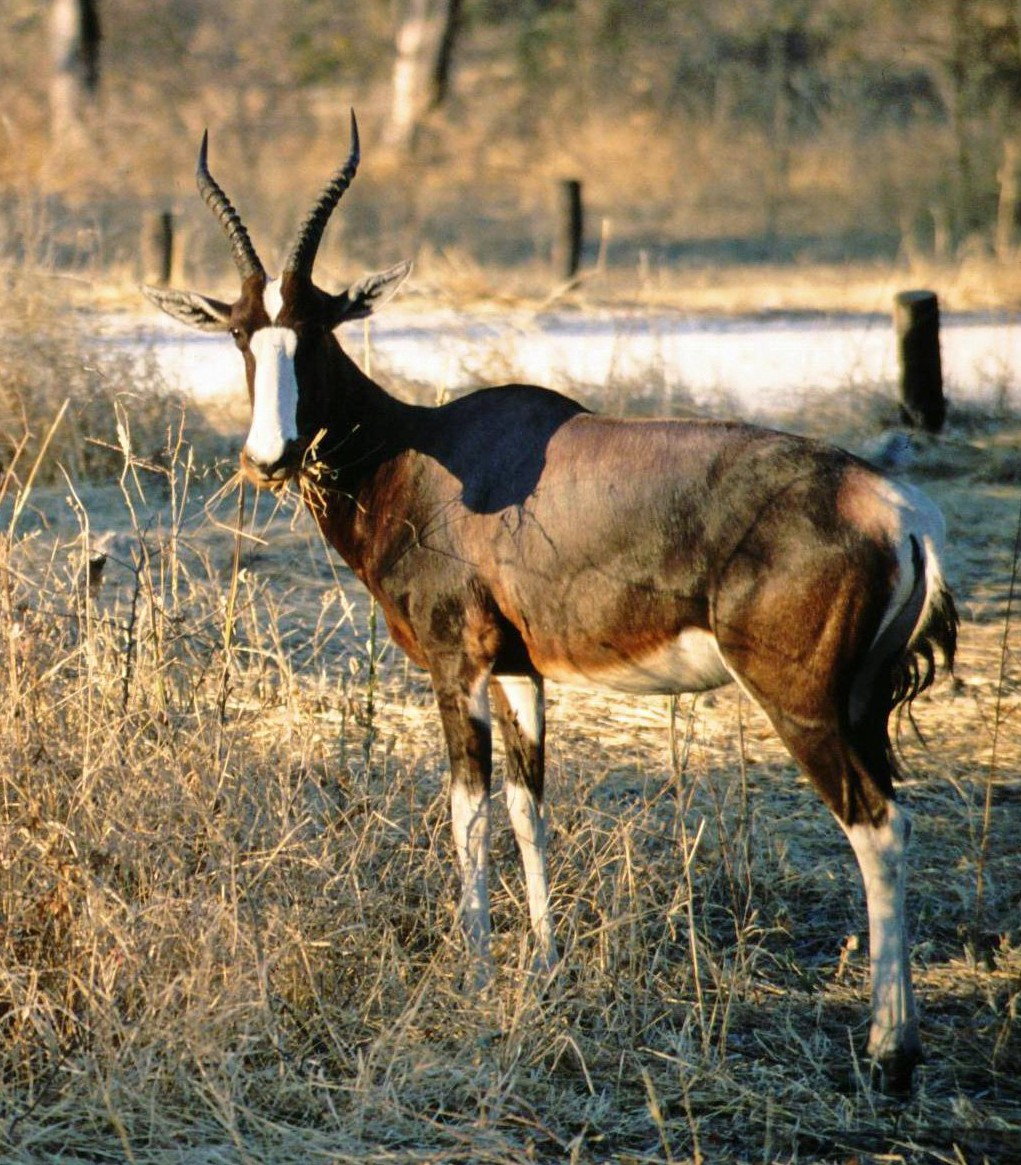
Bontebok
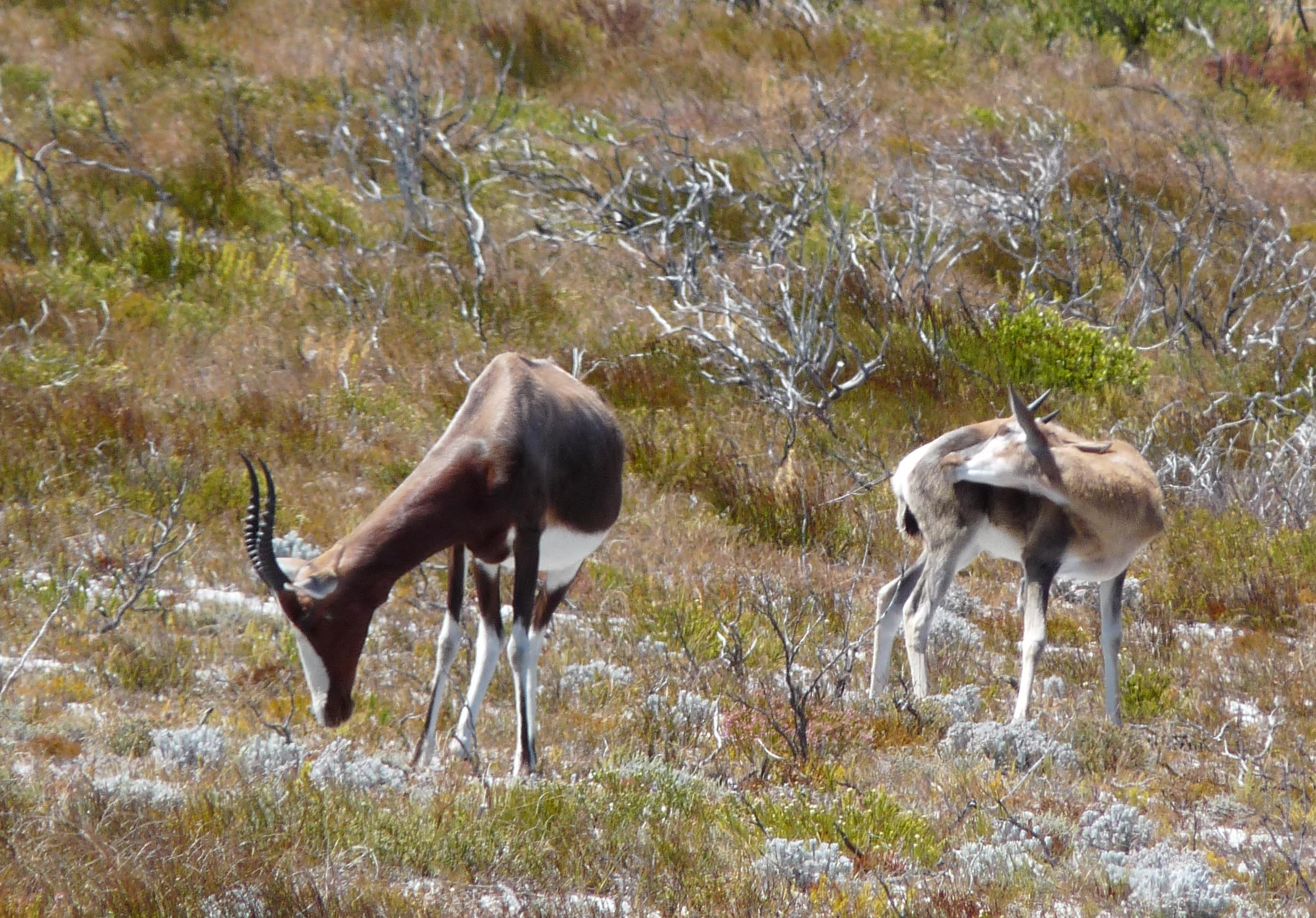
Bonteboks

### Damaliscus pygargus pygargus
- (en) BioLib : Damaliscus pygargus pygargus (Pallas, 1767) (consulté le 15 août 2023)
- (en) CITES : Damaliscus pygargus pygargus   (Pallas, 1767)   (+ répartition sur Species+) (consulté le 15 août 2023)
- (en) Catalogue of Life : Damaliscus pygargus pygargus (Pallas, 1767) (consulté le 15 août 2023)
- (fr + en) EOL : Damaliscus pygargus pygargus (Pallas 1767) (consulté le 15 août 2023)
- (fr + en) GBIF : Damaliscus pygargus subsp. pygargus (consulté le 15 août 2023)
- (en) Mammal Species of the World (3e  éd., 2005) :  Damaliscus pygargus pygargus   Pallas, 1767  (consulté le 15 août 2023)
- (en) NCBI : Damaliscus pygargus pygargus (taxons inclus) (consulté le 15 août 2023)
- (en) Taxonomicon : Damaliscus pygargus pygargus Pallas, 1767 (consulté le 15 août 2023)

### Damaliscus pygargus phillipsi
- (en) BioLib : Damaliscus pygargus phillipsi Harper, 1939 (consulté le 15 août 2023)
- (en) Catalogue of Life : Damaliscus pygargus phillipsi Harper, 1939 (consulté le 15 août 2023)
- (fr + en) EOL : Damaliscus pygargus phillipsi Harper 1939 (consulté le 15 août 2023)
- (fr + en) GBIF : Damaliscus pygargus subsp. phillipsi Harper, 1939 (consulté le 15 août 2023)
- (en) Mammal Species of the World (3e  éd., 2005) :  Damaliscus pygargus phillipsi   Harper, 1939  (consulté le 15 août 2023)
- (en) NCBI : Damaliscus pygargus phillipsi (taxons inclus) (consulté le 15 août 2023)
- (en) Taxonomicon : Damaliscus pygargus phillipsi Harper, 1939 (consulté le 15 août 2023)